# Amphinemura monotuberculata
Amphinemura monotuberculata is een steenvlieg uit de familie beeksteenvliegen (Nemouridae). De wetenschappelijke naam van de soort is voor het eerst geldig gepubliceerd in 1956 door Kawai.